# Renault R.S.20
De Renault R.S.20 is een Formule 1-auto die gebruikt is door het Formule 1-team van Renault in het seizoen 2020. De auto is de opvolger van de Renault R.S.19. De R.S.20 rijdt met een motor van Renault. In seizoen 2021 zal de auto in licht gewijzigde vorm als Alpine-Renault A521 aan de start verschijnen.

## Onthulling
Op 12 februari plaatste Renault foto's op het internet van de nieuwe auto. In de ochtend van 19 februari was de auto voor het eerst te zien op het Circuit de Barcelona-Catalunya, waar later deze dag de wintertests van start gingen. De auto werd gedurende het seizoen bestuurd door de Australiër Daniel Ricciardo, die zijn tweede seizoen bij het team reed, en de Fransman Esteban Ocon, die zijn eerste seizoen bij Renault volmaakte.

## Resultaten
| Kleur  | Resultaat                              |
| ------ | -------------------------------------- |
| Goud   | Winnaar                                |
| Zilver | Tweede plaats                          |
| Brons  | Derde plaats                           |
| Groen  | Gefinisht (punten behaald)             |
| Blauw  | Gefinisht (geen punten behaald)        |
| Blauw  | Niet geklasseerd (NC)                  |
| Paars  | Uitgevallen (DNF)                      |
| Rood   | Niet gekwalificeerd (DNQ)              |
| Zwart  | Gediskwalificeerd (DSQ)                |
| Wit    | Niet gestart (DNS)                     |
| Blanco | Gewond (INJ)                           |
| Blanco | Uitgesloten (EX)                       |
| Blanco | Teruggetrokken (WD) / Niet deelgenomen |
| P      | Poleposition                           |
| S      | Snelste ronde                          |

| Jaar | Chassis        | Motor             | Banden | Coureurs         | 1   | 2   | 3   | 4   | 5   | 6   | 7   | 8   | 9   | 10  | 11  | 12  | 13  | 14  | 15  | 16  | 17  | Punten | WK-plaats |
| ---- | -------------- | ----------------- | ------ | ---------------- | --- | --- | --- | --- | --- | --- | --- | --- | --- | --- | --- | --- | --- | --- | --- | --- | --- | ------ | --------- |
| 2020 | Renault R.S.20 | Renault E-Tech 20 | P      |                  | OOS | STI | HON | GBR | 70J | SPA | BEL | ITA | TOS | RUS | EIF | POR | EMI | TUR | BHR | SAK | ABU | 181    | 5         |
| 2020 | Renault R.S.20 | Renault E-Tech 20 | P      | Daniel Ricciardo | DNF | 8   | 8   | 4   | 5   | 14  | 4S  | 6   | 4   | 5   | 3   | 9   | 3   | 10  | 7   | 5   | 7   | 181    | 5         |
| 2020 | Renault R.S.20 | Renault E-Tech 20 | P      | Esteban Ocon     | 8   | DNF | 14  | 6   | 11  | 8   | 5   | 8   | DNF | 7   | DNF | 8   | DNF | 11  | 9   | 2   | 9   | 181    | 5         |

Alfa Romeo C39 ·
AlphaTauri AT01 ·
Ferrari SF1000 ·
Haas VF-20 ·
McLaren MCL35 ·
Mercedes-AMG F1 W11 EQ Performance ·
Racing Point RP20 ·
Red Bull RB16 ·
Renault R.S.20 ·
Williams FW43